# 内勒·拉森
内勒·拉森 (Nella Larsen，1891年4月13日—1964年3月30日）是一位美国小说家。她曾經是一名护士和图书管理员。
拉森的父亲是来自丹屬西印度群島的非洲裔加勒比人與白人的混血兒。:20拉森的母親是一位丹麥移民:15, 64。内勒·拉森生於芝加哥南區。